# 딸기 100%
《딸기 100%》(いちご100% 이치고 햐쿠파센토[*])은 카와시타 미즈키의 일본의 만화작품 및 이것을 원작으로 한 다양한 미디어 웍스 작품이다. 《주간 소년 점프》(슈에이샤)에서 2002년 12호부터 2005년 35호까지 연재되었다.
《리림의 키스》에 이어 《주간 소년 점프》에서 카와시타 미즈키 명의의 두 번째 작품이다. 《주간 소년 점프》의 러브 코미디 작품으로서는 코미 나오시의 《니세코이》에 이은 최장의 연재작이다. 2021년 7월 시점에서 코믹스의 누적 발행 부수는 약 800만 부를 기록했다.
대한민국에서는 TV판은 2007년 11월~2008년 1월 OVA는 2008년 2월 5일~2월 6일 애니맥스에서 한국어 더빙으로 방영하였다.

## 줄거리
중학교 3학년생인 마나카 준페이는 어느 날 방과 후 학교 옥상에서 우연히 딸기 팬티의 미소녀와 마주치게 된다. 이후 마나카는 그 소녀가 누구인지를 찾아다니게 된다. 마나카는 딸기 팬티의 미소녀가 학교의 아이돌인 니시노 츠카사라고 착각하여 그녀에게 고백해버리지만, 사실 딸기 팬티의 소녀는 토조 아야.
츠카사와 사귀기 시작한 마나카이지만, 정작 그가 아야에게 끌리는 것을 보고 츠카사는 마나카에 대한 마음을 가슴에 품은 채로 마나카 일행과는 다른 고등학교에 입학하게 된다.
아야와 같은 고등학교에 입학한 마나카. 새로운 동급생이 된 키타오오지 사츠키나 소토무라 히로시, 중학교 때부터 친구였던 코미야마와 아야 등과 함께 영상 연구부를 세우게 된다. 이후 아야가 각본, 마나카가 감독을 담당하여, 문화제 발표 및 영상 콩쿨 응모를 향해 영화를 직접 만들게 되는데….
그리고 이야기는, 아야, 츠카사, 사츠키 등의 마나카를 둘러싼 사랑 이야기를 그려나가게 된다….
작중에서는 중학교 3학년 겨울 시절부터, 고등학교 졸업, 그리고 그 4년 후의 이야기를 그리고 있다.

## 등장인물
주요 등장인물의 성우는 애니메이션, 드라마 CD, 게임, OVA 모두 같다. 단 게임에서는 플레이어가 마나카이기 때문에 그의 목소리는 없다.

### 주인공과 메인 히로인
마나카 준페이(真中 淳平 まなか じゅんぺい[*])
성우 - 스즈무라 켄이치, 사이가 미츠키（어릴 적） / 전광주, 김성연（어릴 적）
키 - 170cm. 생일 - 5월 10일. 싫어하는 것은 우유.
영화 감독이 되는 것을 목표로 하여, 영상부가 존재한다는 이즈미자카 고등학교에 입학하게 된다. 하지만 이미 영상부는 CG부로 전락해 버렸기 때문에, 스스로 영상연구부를 친구들과 함께 설립. 영화에 대한 열정은 누구에게도 뒤지지 않으며, 문화제용으로 제작한 영화가 영상 콩쿨에서 상을 탈 정도의 실력을 가졌다. 하지만 성적이나 운동신경은 모두 그저 그런 수준이며, 여자아이에 대한 망상이 조금 심한 평범한 소년이기도 하다.
영상연구부에서 행한 3번의 합숙에서, 3번 모두 여탕에 들어간 엄청난 운의 소유자. 하지만 주위 히로인들에게 너무 인기가 많은 탓인지, 츠카사의 팬들에게서 집단 구타를 당한 적도 있다.
고등학교 1학년 때 츠카사와 한 번 헤어진 경험이 있지만, 아르바이트하는 곳이 가까워 다시 만나게 된다. 동급생인 아야와 사츠키, 그리고 츠카사에 대한 마음으로 고민하는 모습을 여러 번 보여주기도 한다. 하지만 영화에 시간을 너무 투자한 나머지 성적이 대폭으로 떨어져 대학 진학에 대해 고민하고 있을 때 츠카사가 위로해준 것을 계기로 다시 츠카사와 사귀기 시작한다.
츠카사와 사귀고 있었지만, 그 후 아야가 쓴 소설의 완결편을 읽은 후에, 아야와 츠카사, 그리고 자신의 꿈을 위해 다시 한 번 츠카사와 헤어져, 4년 후에 드디어 츠카사와 다시 사귀게 된다. 그리고 이것이 이 만화의 결말이 된다.
고등학교 졸업 후에는 일용직 아르바이트를 하면서 돈을 모아, 비디오 카메라를 들고 세계 각국을 돌아다녀 찍은 영상으로 작은 영화상을 수상. 정신적으로도 육체적으로도 성장한 후 카도쿠라의 사무소에서 러브콜을 받게 된다. 이후 사츠키가 일하는 여관에서 영상연구부의 멤버가 모였을 때, 아야가 중학교, 고등학교에 걸쳐 쓴 소설의 영화화를 계획한다.
토조 아야(東城 綾 とうじょう あや[*])
성우 - 노토 마미코 / 윤미나
키 - 159cm. 혈액형 - A. 생일 - 1월 14일. E컵(고등학교 때).
좋아하는 음식은 포도. 마나카를 부르는 방법은〈마나카 군〉.
1권에서 등장하는 메인 히로인의 한 명으로, 〈딸기 팬티의 미소녀〉의 진짜 정체.
네 명의 메인 히로인 중에서 가장 유리한 입장에 있는 인물. 중학교 때에는 안경에 세갈래 종종머리를 하고 다녔지만, 츠카사나 마나카의 권유로 인해 머리도 풀고 안경도 컨택트 렌즈로 바꾸는 등 스타일을 바꾸어, 제 1화에 등장했던 '딸기 팬티의 미소녀' 그대로의 모습이 된다. 스타일을 바꾸고 나서 상당한 인기를 끌게 되었다. 역으로 세갈래 종종머리 때의 아야는 '촌스럽다'는 평가를 받는 것으로 보아, 두 모습 사이에는 큰 차이가 있는 듯.
얌전하고 조금 수줍어하는 성격. 내향적이고 자신감이 없기도 하다. 하지만 소설에 대한 열정이나 마나카에 대한 마음은 강하다. 운동신경이 좋지 않고, 자주 실수를 하거나 천연 같은 모습이 있어, 마나카가 〈보통 인간의 3배는 잘 넘어지는 것 같다〉라고 할 정도. 하지만 성적은 매우 우수하고, 문예부에서 소설을 쓰는 활동도 하며, 영상 연구부가 낸 문화제 출품작의 각본도 모두 아야가 쓴 것. 소설가의 재능을 마음껏 꽃피우고 있으며, 그 실력은 10대에 문예잡지의 상을 탔을 정도. 후에 소설가가 된다. 하지만 노래와 요리는 서툰 듯.
소설을 쓰기 시작한 원래의 동기는 수험 공부나 외로움으로부터의 현실도피였지만, 그런 자신을 마나카가 긍정해 준 것이 계기가 되어, 마나카를 좋아하게 된다. 그 후 마나카와 (일부러 낮은 학교에 지원을 하여) 같은 학교에 입학하게 된다. 이런 점들로 보아 네 히로인들 중에서는 가장 유리한 입장에 있지만, 소극적인 성격 때문에 좀처럼 마나카에게 고백하지 못한다. 고등학교 마지막 문화제 후에 제대로 자신의 마음을 마나카에게 전하지만, 〈지금은 츠카사를 소중하게 하고 싶다〉라고, 차이고 만다. 그 후에도 마나카에 대한 연심은 사라지지 않았지만, 마나카의 대학 수험 당일 시험을 치고 돌아온 마나카에게 자신의 결의를 말하는 것으로써 마나카에 대한 마음을 마음 깊숙이 묻어버린다.
고등학교 졸업 후 유명 대학에 진학하고 본격적으로 소설가가 되어 다양한 상을 타게 된다. 후에 영상연구부가 다시 모였을 때, 〈내 꿈은 이즈미자카 콤비의 세계 정복이다!〉라고 말한다.
니시노 츠카사(西野 つかさ にしの つかさ[*])
성우 - 토요구치 메구미 / 안현서
키 - 158cm. 혈액형 - B. 생일 - 9월 16일. B컵(고등학교 때).
좋아하는 음식은 체리 파이. 마나카를 부르는 방법은〈준페이 군〉.
1권에서 등장하는 메인 히로인의 한 명으로, 최종으로 선택된 히로인.
아이돌격 존재로, 몇 번이나 이성으로부터 고백받은 적이 있었지만 모두 거절. 하지만 중학교 3학년 겨울, 마나카에게 턱걸이로 고백받아, 〈너라면 나를 즐겁게 해 줄것 같다〉라고 생각하여 고백을 받아들여 사귀게 된다. 사실은 마나카가 고백하기 이전부터 마나카의 존재를 알고 있었다는 것이 9권에서 판명. 다른 고등학교에 들어가게 된 이후에도 아슬아슬한 상황에서 계속 만나게 되지만, 이미 마나카의 마음이 자신으로부터 멀어져 간다는 것을 느끼고 고등학교 1학년 겨울에 스스로 헤어지자고 말한다. 그 후 잠시동안 마나카와의 관계는 없었지만, 2학년이 되어 아르바이트하는 곳이 가깝다는 이유로 마나카와 재회. 영화의 히로인을 맡아 같이 영상연구회 합숙을 가거나 수학여행에서 같이 다니거나 하는 여러 가지 사건을 통해 심경에 변화가 일어난 것인지, 다시 마나카와 사귀게 된다.
케이크 가게 〈파티슬리 츠루야〉에서 아르바이트를 시작하게 되어, 점장의 손자이자 세계적인 파티시에인 히구레가 만드는 케이크에 감동을 받아, 파티시에가 되기로 마음먹는다. 한때는 히구레와의 결혼설이 잡지까지 실리는 등의 소동이 있었던 적도 있다. 이후 히구레 같은 파티시에가 되겠다는 꿈을 이루기 위해 고등학교 졸업 후 프랑스로 유학. 그 사이 마나카와의 관계를 백지로 돌리지만, 4년 후 다시 일본에 귀국하여 세 번째로 마나카와 이어지게 된다. 이것이 결말.
보통의 여자아이와는 취향이나 취미가 조금 달라서, 어딘가 미스테리어스한 부분을 가지고 있어 작가 자신도 고민하고 있다고 한 적이 있다. 성격 또한 첫 등장시에는 아야와 비교하는 듯한 느낌으로 현대풍의 성격을 보여주고 있었지만, 그 후 여자아이 특유의 감정을 보여주는 일이 많아진다. 중학교 때의 휴대폰 벨소리는 쇼텐(일본 만담 프로그램)의 테마로, 카츠라 우타마루가 좋다고 한다.
여자 고등학교인 오우미 학원에 입학한 후에도 츠카사의 팬을 자처하는 남자들의 발길이 끊이지 않을 정도의 인기인. 풍만한 인상이 있는 아야나 사츠키와는 대조적으로 자신의 가슴이 작은 것을 조금 신경쓰고 있다. 또한 당초에는 요리가 능숙하지 못했지만, 요리 학원에 다니기 시작한 후로 그 실력이 상승하여, 몇 번 정도 마나카에게 도시락을 만들어 줄 정도의 솜씨가 되었다.
성격이 밝고 적극적이다. 하지만 때로는 질투가 깊어지거나 화내기도 하는 일면을 가지고 있다. 덤으로, 마나카로부터 딸기 팬티를 받은 적이 있으며, 그 후로 그 팬티를 빈번히 입고 있는 묘사가 있다. 바퀴벌레를 매우 싫어한다.
키타오오지 사츠키(北大路 さつき きたおおじ さつき[*])
성우 - 코바야시 사나에 / 김성연
키 - 162cm. 혈액형 - O. 생일 - 5월 3일. G컵(고등학교 때).
좋아하는 음식은 불고기. 형제가 많다. 마나카를 부르는 방법은〈마나카〉.
2권(마나카의 고등학교 입학 시기)부터 등장하는 히로인.
포니테일이 트레이드마크이지만, 한때는 롱헤어 모습으로 바꾸었다가 다시 포니테일로 돌아온다(애니메이션에서는 전 화에 걸쳐 포니테일).
이즈미자카 고등학교에는 마나카나 코미야마와 같이 추가합격으로 입학. 등장 초기에는 마나카를 적대시하고 있었지만 점점 끌리기 시작해 그를 좋아하게 된다. 마나카와 취미나 가치관이 놀랄 정도로 비슷한 것 같다. 운동신경 발군이지만, 성적은 나쁘다. 대담한 대시를 자주 하며, 매우 적극적이고 활발한 여자아이. 조금 얀데레같은 느낌이 있는 것도 같다. 행동 자체는 대담해 보이지만 자신의 감정에 솔직하게 따르고 있는 것 뿐이며, 사실은 순진하고 마나카만 일직선으로 바라보는 일편단심인 면이 있다.
고등학교 시절 전반에는, 마나카와 죽이 잘 맞는 면이나 대담한 성격 때문에 그의 마음을 끌리게 하고 있었지만, 그 이후로 자신의 사랑이 이루어지지 않을 것이라고 생각하기 시작하여, 고등학교 3학년 봄에 스스로 마나카와 연애적인 관계가 되는 것을 포기하고 친구로서 옆에 있겠다고 선언. 이후 잠시동안 친구로서 접근하고 있었지만 역시 마나카에 대한 마음은 접을 수 없었는 듯, 다시 마나카에게 대시를 시작한다. 이러한 행동은 마나카가 츠카사와의 교제를 다시 시작했다는 것을 알아버린 후에도 잠시동안 이어졌지만, 츠카사의 마음을 이유로 아야의 고백을 거절한 마나카의 모습을 우연히 목격한 이후로, 츠카사에 대한 마나카의 마음이 진심이라는 것을 인정하고, 그 후로 마나카 쟁탈전에서 빠지게 된다.
부모의 싸움에서 비롯된 이혼 소동에 의해 전학을 간다는 이야기 때문에 눈물의 이별을 했지만, 그 싸움의 내용이 결국 아무것도 아닌 일에서 시작된 것이라는 것 때문에 부모가 바로 화해해 버려 전학 이야기도 백지가 되었다.
히로인 네 명 중에서도 그 발군의 몸매와 사교적인 성격 덕에 다른 운동의 남자들에게도 인기가 높다.
고등학교 졸업 후에는 대학에 가지 않고, 친척이 운영하던 교토의 전통 요리집을 이어가기로 한다. 또 고등학교 졸업 후 미스즈가 교토에 있는 대학을 다니게 되기 때문에, 그녀와도 자주 만나는 것 같다.
미나미토 유이(南戸 唯 みなみと ゆい[*])
성우 - 미즈키 나나 / 하미경
키 - 150cm. 혈액형 - O. 생일 - 3월 31일.
좋아하는 음식은 단 음식과 굴, 햄버그. 마나카를 부르는 방법은〈준페이〉.
5권(마나카 고등학교 1학년 후반)부터 등장하는 히로인으로, 마나카보다 한 살 어린 소꿉친구.
이사 때문에 잠시 동안 헤어지게 된, 마나카가 어릴 때 친하게 지내던 소꿉친구로 오우미 학원 입학시험을 치르기 위해 6년 만에 마나카와 재회, 마나카 집에서 살게 된다. 학교에는 무사히 합격하지만 오우미 학원 기숙사가 폐지되어 결국 마나카의 집에서 계속 있게 된다. 잠버릇이 무척 나빠 잠들어 있는 동안에 옷을 벗어버리며, 그 때문에 마나카와의 관계를 의심당해, 유이의 아버지로부터 오우미 학원에 다니는 것을 금지당한 적도 있었지만, 마나카의 필사적인 설득에 의해 다시 오우미 학원에 다니게 된다. 그 후로 마나카의 집에서 나와 자취를 시작한다. 다만 이후로도 마나카 집에는 자주 들르고 있다.
외견과 성격 모두 어려보이는 편으로, 천진난만하고 표정이 풍부하다. 마나카 앞에서 누나 행세를 하기도 하지만, 거꾸로 마나카에게 의지하는 면도 있다. 세월이 지남에 따라 마나카를 이성으로 의식하게 되지만, 연하의 소꿉친구라는 점에서 마나카에게 있어서는 연애의 대상이라기보단 귀여운 여동생 같은 존재. 유이 자신도 마나카에게 대한 연애감정은 없으며, 그렇기 때문에 4대 히로인 중에서는 다른 3명의 히로인과는 조금 다른 느낌의 캐릭터이자, 마나카의 연애를 도와주는 캐릭터. 후에 오오쿠사에게 반하게 되지만, 아직 연애보다는 먹을 것이 더 좋은 듯. 영상연구부 쪽으로 영화 제작을 도와주는 일은 없었지만(단, OVA에서는 합숙에 참가한다) 마나카 독자적으로 제작하는 단편 영화에 출연하기도 한다.
마지막화에 등장하고 있지 않으며, 고등학교 졸업 후의 진로도 불명이지만 마지막에서 유이가 나오는 개그 느낌의 메타픽션적 부록 만화가 있으며, 그 속에서 고등학교 졸업 후의 마나카로부터 다시 영화 출연을 의뢰받는다는 묘사가 있다.

### 서브 히로인
소토무라 미스즈(外村 美鈴 そとむら みすず[*])
성우 - 카와사키 에리코 / 하은진
키 - 160cm. 혈액형 - B. 생일 - 5월 25일. B컵. 마나카를 부르는 방법은〈마나카 선배〉.
7권부터 등장하며, 소토무라 히로시와 한 살 차이 나는 여동생.
엄격한 성격으로, 영화에 대한 평가가 제법 까다롭고 비평도 심한 편. 이즈미자카 고등학교에 입학함과 동시에 영상연구부에 입부한다. 마나카가 배우 역을 하게 되었기 때문에 영상연구부 내에서 조감독이라는 역할을 맡게 된다. 존경하는 사람이 아닌 이상 고개를 숙이지 않는, 프라이드가 강한 성격이기도 하다. 오크 발굴이라는 취미를 가진 변태 오빠에게는 항상 애를 먹고 있는 듯.
고등학교 졸업 후 교토의 도시가야 대학에 입학하게 되며, 대학 입학 후 캠퍼스 퀸 최강 유력후보로 오를 만큼 예쁘게 자란다.
작품 후기에서는 치나미나 코즈에와 같이 서브 히로인적인 취급을 받고 있었지만, 연재 종료 후에 그녀를 히로인으로 한 권말 부록 보너스편이 그려져 있다(19권 수록).
이름의 유래는 게임 〈열혈경파 쿠니오군〉의 여자 불량 서클 리더격 캐릭터 '미스즈'라고 작가 후기에서 말하고 있다. 또한 그녀의 성격이나 언동의 모델은 본작 초기 담당 편집자라고 한다.
하시모토 치나미(端本 ちなみ はしもと ちなみ[*])
성우 - 시미즈 아이 / 윤미나
키 - 153cm. 혈액형 - O. 생일 - 10월 16일. D컵. 마나카를 부르는 방법은〈마나카 씨〉.
10권부터 등장하는 서브 캐릭터.
마나카 일행이 고등학교 2학년이었을 때, 문화제에서 첫 등장. 당초에는 트러블 메이커적인 존재로 묘사되고 있었다. 마나카 일행과는 한 살 차이나는 연하로, 덧니가 인상적인 외모이다. 남자한테서 돈을 뜯어먹거나 하인 같이 부려먹거나 하는 것이 특기로, 흔히 말하는 '소악마 계열'의 캐릭터. 학년이 하나 다름에도 불구하고, 소토무라와 코미야마가 숨겨주어 마나카 일행의 수학여행에 따라간 적이 있었다. 이성에 대해서는 진지한 마음으로 대해본 적 없는 타산적인 성격이지만, 감동적인 상황에 처하거나 하면 마음이 움직이는 솔직한 일면도 있어서 코미야마가 벌에게 물리는 위험도 무릅쓰고 상처를 입어가면서 자신을 위해 꽃을 선물해준 일에 감동하여, 코미야마와 교제한 적도 있었다. 하지만 생일 선물로 꽃을 받아버려 사랑이 식어버렸기 때문에, 관계는 백지로. 마나카 일행이 3학년이었을 때의 문화제에 영상연구부를 퇴부. 그 후 도쿄대학에 합격한 소토무라에게 관심을 보이는 묘사를 볼 수 있다….
당초에는 거의 모든 여성 캐릭터로부터 미움받고 있었지만, 이야기를 거듭하면서 다른 캐릭터들과도 사이좋게 지내는 모습을 볼 수 있게 되어, 작품 후반에는 미스즈와 행동을 같이 하는 신이 많아지게 된다. 눈에 띄는 것을 좋아하는 라이벌로서 사츠키와 겨루는 모습도 자주 보게 된다. 이후 고등학교 졸업 후 영상연구부가 다시 모였을 때, 일이 바쁨에도 불구하고 소토무라, 코미야마와 같이 일착으로 모임에 도착한 것으로 보아, 성실한 면도 엿보인다.
고등학교 졸업 후 아이돌로서 소토무라 프로덕션의 탤런트 제 1호로 일하게 된다.
무카이 코즈에(向井 こずえ むかい こずえ[*])
성우 - 우에다 카나 / 하은진
키 - 156cm. 혈액형 - AB. 생일 - 7월 6일. D컵. 마나카를 부르는 방법은〈마나카 씨〉.
12권부터 등장하는 서브 캐릭터로, 마나카가 입시학원에 다녔을 때 만난 다른 학교의 여학생.
입시학원 계단에서 우연히 마나카와 부딪혀 만나게 되었으며, 그 후 전차 안에서 치한과 만난 것을 마나카의 도움으로 해결할 수 있었던 것을 계기로 본격적으로 교류가 시작된다. 남성 공포증이 있어 처음에는 마나카와 대화조차 제대로 할 수 없었지만, 교실이나 전차 안에서 계속 대화를 한 결과 점차 마나카에게 허물없이 대하게 되고 호의를 가지게 된다. 입시학원은 노면전차로 다니고 있다.
상당한 망상벽이 있어, 항상 야한 것만 망상하고 있지만, 유치원 시절부터 쭉 여학교를 다녀왔고 또 가족도 모두 여자만 있기 때문에 남성 공포증이 있기도 하다. 처음으로 제대로 대화한 상대가 바로 마나카. 외관은 아마치 왈 〈순박해 보이고 로리같은 아이〉인 것 같다.
마나카의 영향으로 영화감상이 취미가 된다. 또 마나카가 만든 영화에 감동하여, 고등학교 3학년 마나카 일행의 영화 제작 합숙에 참가하게 된다.
하지만 마나카에 대한 마음은 기본적으로 단순한 짝사랑이기도 하고, 마나카 자신도 코즈에의 기분을 알면서도 〈자신은 코즈에의 남성공포증을 치료하기 위해서 있는 것 뿐이다〉라고 생각하고 있기 때문에, 결국 마나카와의 사랑은 이어지지 않았다. 하지만 마나카와의 만남을 계기로 남성공포증이 어느 정도 개선되었기 때문에, 다른 남자와도 대화할 수 있게 되었다. 그 후 입시학원 교실에서 실연의 충격으로 울고 있을 때 미기시마에게 위로받아, 그에게 특별한 감정을 품게 된다. 처음에는 미기시마를 무서워하고 있었지만, 우라사와의 도움을 받아 둘의 사이는 점차 좋아져 가게 된다.
메인 히로인들이 딸기 팬티를 입고 있는 반면 그녀는 버찌 팬티를 입고 있는 장면이 나온다.

### 이즈미자카 고등학교의 인물
오오쿠사(大草 おおくさ[*])
성우 - 콘도 타카시 / 이상헌
초등학교 때부터 마나카의 친구. 등장은 중학교 시절에 집중되어 있는 편이다.
고등학교 편에서는 좀처럼 나오지 않는 인물로, 이성에게 인기가 매우 많고 연애경험도 풍부하기 때문에 마나카의 상담을 받아주거나 충고를 해주고 있다. 부활동은 중고등학교 통틀어서 축구부. 이즈미자카 고등학교에는 스포츠 추천 입학으로 들어가게 되었다. 성격은 온후하고 친구를 잘 배려하는 타입이지만 여자와 많이 사귀어봤기 때문에 가끔 생각을 읽을 수 없는 부분도 있다. 츠카사에게 호감을 가지고 있어 그녀의 호감을 끌어보려고 하지만, 택도 없었다.
소토무라 히로시(外村 ヒロシ そとむら ひろし[*])
성우 - 우에다 유지 / 위훈
고등학교 1학년 때부터 마나카의 친구. 변태남.
미소녀 발굴 프로젝트의 일환으로 미소녀를 발견하면 카메라로 사진을 찍어 자신이 만든 인터넷 사이트 〈메론 100%〉에 올리고 있으며, 아야나 사츠키에게 코스프레 시키는 일도 자주 있다. 두뇌는 매우 우수하여, 성적은 학년 1등. 여름방학의 숙제도 빨리빨리 해결해 버리는 타입으로, 할 때는 하는 행동파. 의외로 친구도 많이 생각한다. 장발로, 길게 자란 앞머리로 눈이 가려져 있어 거의 보이지 않는다. 마나카 왈 〈인축무해한 얼굴〉.
졸업 후에는 도쿄 대학에 현역 합격하고, 그 후 자신의 예능사무소 〈소토무라 프로덕션〉을 창립, 바쁜 매일을 보내게 된다.
코미야마 리키야(小宮山 力也 こみやま りきや[*])
성우 - 코모리 소스케(드라마 CD 2권까지), 타카기 와타루(드라마 CD 3권부터, 애니메이션, OVA) / 이현우
중학교 때부터 마나카의 친구.
마나카, 사츠키와 함께 이즈미자카 고등학교 추가합격으로 입학했다. 머리도 얼굴도 별로지만, 체격은 남자답다. 성격은 조금 심술궃고 마나카와 같이 망상주의자이지만 근본은 착하고 순수한 소년. 이성에게 별로 면역이 없어, 코피를 뿜어내는 장면도 자주 보인다. 한때 하시모토 치나미와 사귀고 있었지만, 얼마 안 가서 차이고 만다.
고등학교 졸업 후에도 소토무라를 따라가 〈소토무라 프로덕션〉 전속 탤런트인 치나미의 매니저로 일하게 된다.
쿠로카와 시오리(黒川 栞 くろかわ しおり[*])
성우 - 사이가 미츠키 / 안현서
이즈미자카 고등학교의 수학교사이자 영상연구부 고문.
발군의 미모와 몸매를 자랑한다. 남자친구가 있었지만 차여서 지금은 독신이다. 수업도 어렵고 술버릇도 나쁘지만, 구 영상부의 부원으로서 카도쿠라가 촬영한 영화의 주연 여배우였다. H컵.
아마치(天地 あまち[*])
고등학교 1학년, 이즈미자카 고등학교에 전학온 아야에게 운명을 느낀 마나카의 라이벌. 이즈미자카에 이사하고 난 후 아야에게 한 눈에 반하게 된다.
아야가 안경을 쓰고 세갈래 머리로 땋았을 때에도 그녀를 인식할 수 있는 유일한 남학생. 스스로 '여자들의 편'이라고 말하고 있으며, 실제로도 노소 가리지 않고 여자라면 누구나 도와주고 마는, 마치 기사 같은 남자이지만 사츠키에게는 그게 통하지 않는 듯. 정의감이 매우 강하고, 치한을 목격하면 망설임 없이 치한이라고 적발할 수 있을 정도. 성적도 우구하고 체격과 외관도 꿀리지 않지만, 아야가 〈나 이상으로 덜렁댈지도〉라고 말할 정도로 덜렁댄다. 또한 여성에게 상냥하게 대하는 것과는 비교적으로 곧바로 코피를 내뿜는 것을 보면 의외로 면역이 없는 듯한 묘사도 있다. 아야의 일로 울거나 〈좋은 녀석이야〉라고 라이벌 격인 마나카도 말할 정도로 순정파적인 면도 있다. 마나카를 바보로 여기거나 경멸하거나 하는 언동이 눈에 띄지만, 그것은 아야를 자신의 여자친구로 만들고 싶어하기 때문일 뿐이며, 마나카를 싫어하는 것은 아니다. 최종권에서는 등장하지 않기 때문에, 그 이후의 이야기는 알려져 있지 않다.
다카기(高木 たかぎ[*])
이즈미자카 고등학교 축구부의 부원이자 오오쿠사의 친구.
포지션은 골키퍼로, 그 팔은 관동 넘버 1이라고 불릴 정도의 수준이다. 한번 잡은 공은 절대 놓치지 않는다고 한다. 이즈미자카 고등학교 남학생과 오우미 여고 1학년 학생들의 미팅 때 참가하여, 그때 유이에게 한눈에 반한다. 당시 소토무라가 친 거짓말을 사실로 믿어버려서, 마나카가 유이의 오빠라고 생각하고 있다.

### 기타 등장인물
우라사와 마이(浦沢 舞\うらさわ まい)
성우 - 이토 시즈카
키 - 165cm. 혈액형 - A. 생일 - 11월 29일. C컵.
아야와 코즈에의 입시학원 친구. 마나카를 부르는 방법은 〈마나캇치〉.
코즈에와는 제법 오랫동안 알고 지낸 것 같아, 항상 우물쭈물하는 그녀를 밀어붙이고 있는 모습을 볼 수 있다. 인생경험이 풍부할 듯한 성격. 새총 쏘기가 특기. 애니메이션에는 등장하지 않는 캐릭터로, 드라마 CD 4의 보너스 트랙과 드라마 시어터 2에서만 등장하였다. 단행본에서는 알 수 없지만 머리색은 츠카사와 같은 계열의 색깔.
사타케(左竹 さたけ[*])
마나카의 입시학원 친구. 아버지의 뒤를 이어 사장이 되어, 도산 위기에 처한 공장을 일으켜세우는 것이 장래의 꿈. 키가 작고 뻐드렁니가 나온 것이 특징. 농담을 자주 하지만 그 때마다 미기시마에게 맞곤 한다.
미기시마(右島 みぎしま[*])
마나카의 입시학원 친구. 얼굴에 상처가 있는 등 외관이 매우 불량스럽다. 중고등학교 모두 남학교이고 강경한 성격이기 때문에 여자를 다루는 것에 서툴지만, 의외로 상냥한 면도 있다. 싸움만 하고 다니던 불량아였지만, 고등학교 2학년 때 좋은 담임 선생님을 만나, 교사를 목표로 진지하게 수험공부를 시작하게 된다.
토조 쇼타로(東城 正太郎 とうじょう しょうたろう[*])
성우 - 스즈키 타츠히사
한 살 차이 나는 아야의 남동생. 제법 잘생겼지만 자신이 스스로 아야의 남자친구라고 말하거나 친구의 전화보다 아야의 대화를 우선시할 정도의 시스터 컴플렉스. 쿨한 냉미남처럼 보이지만 실은 조금 경박한 듯. 외모나 성격 면에서 누나와 전혀 닮지 않았다. 이즈미자카 고등학교에 들른 적도 있고 해서 '아야의 남자친구이다'는 루머가 널리 퍼져버렸다. 그것 때문에 주요 캐릭터들의 관계에 파문을 일으켜, 아마치도 그 충격으로 잠시동안 등교를 하지 않을 정도였다. 또한 간접적이긴 하지만 마나카와 츠카사가 다시 사귀는 계기가 되었고, 나아가서는 아야가 실연하는 원인도 되었다.
토조 하루카(東城 遥 とうじょう はるか[*])
아야의 친척 여대생 언니. 대학 캠퍼스 퀸에 뽑힐 정도의 미인. 아야와 닮은 외모로, 알몸에 가까운 모습으로 마나카에게 안마를 시킨 적이 있다. 요즘의 고등학생은 불순하다는 생각이 있어서, 마나카를 순수하게 보는 것 같다.
히구레 류이치(日暮 龍一 ひぐれ りゅういち[*])
츠카사가 아르바이트하던 케이크집 〈파티슬리 츠루야〉 점장의 손자로, 몇 번 프랑스에 공부를 위해 간 적이 있으며 주목받는 천재 파티시에. 싸움에도 강하며, 츠카사에게 찝적대던 2인조를 물리친 적도 있다.
토모코(トモコ)
츠카사가 다니는 오우미 학원의 친구. 처음에는 츠카사에게 남자친구가 없다고 생각하여 중학교 시절 선배를 소개해 준 적도 있었다. 츠카사가 좋아하는 상대가 있다는 것을 안 이후로는, 츠카사의 사랑을 지지하는 좋은 친구가 된다.
토요사부로(豊三郎 とよさぶろう[*])
성우 - 아소 토모히사
마나카가 아르바이트하던 영화관 〈테아트르 이즈미자카〉의 관장으로, 망한 영화관을 재건했다. 아들은 부자인 것 같다. 마나카의 고등학교 2학년 화이트데이 시점에서의 연령은 72세. 몸집은 작지만 마나카에게 날려차기를 하는 것 등을 보면 72세라고는 생각되지 않을 정도의 체력을 가진 것 같다. 테아트르 이즈미자카에 온 여성에게는 일부러 물을 뿌리는 변태이기도 하다.
히가시오 마유코, 사이온지 메구미, 키타하라 사에(東尾繭子, 西園寺めぐみ, 北原沙恵)
소토무라가 연 미팅의 여자 멤버로, 유이와 같은 학년의 오우미 학원 여학생들. 속옷 가게의 소동에서도 등장한 바 있다.
카도쿠라 슈(角倉 周 かどくら しゅう[*])
젋은 영화감독. 옛 이즈미자카 고등학교 영상부의 부원이었다. 마나카가 목표로 하고 있는 영상작품의 제작자이기도 하다. 아직 미숙하기도 하지만 마나카의 재능과 영상 작품에 주목하고 있다. 쿠로가와 선생님과 같은 학년이었다.
우치바(内場 うちば[*])
19권 권말 부록의, 미스즈를 히로인으로 한 번외편에 등장하는 인물.
만화가 지망생이며, 도시가야 대학의 만화연구부 입부를 희망했지만 부원이 모두 '눈 크고 가슴이 큰 여자 캐릭터들을 보며 침흘리는 남자들'이라는 점에서 실망, 미스즈 또한 도시가야 대학의 영화연구부에 대해 같은 경험을 한 것 덕분에, 환영회를 뛰쳐나와 우연히 만나게 되어 교류가 시작된다. 자신의 작품을 처음으로 읽어 준 미스즈에게 연심플 품게 된다. 또한 그의 만화는, 비평이 심한 미스즈를 감동시킬 정도로 굉장한 것 같다. 미스즈 왈, 〈이렇게 감동한 것은 토조 선배의 각본 이후 처음〉인 듯. 키 185cm로, 후에 미스즈와 연애관계로 발전, 동거하게 된다.

### 이름(성)의 유래
작중의 캐릭터 네이밍에는 일정한 법칙이 있다. 특히 메인 히로인 4명을 필두로 방향이나 위치에 관련된 성이 많다. 다음과 같다.
마나카(真中)
〈한가운데〉라는 뜻
토조(東城)･니시노(西野)･키타오오지(北大路)･미나미토(南戸)
마나카(真中)를 중심으로〈동서남북(東西南北)〉
오오쿠사(大草)・마나카(真中)・코미야마(小宮山)
순서대로〈대중소(大中小)〉. 인기있는 정도를 나타내기도 한다.
마나카(真中)・소토무라(外村)
〈안(中)과 밖(外)〉
아마치(天地)
〈하늘과 땅(天地)〉
하시모토(端本)・소토무라(外村)・무카이(向井)
〈끄트머리(端)・밖(外)・건너편(向かい, '무카이'라고 읽는다)〉
미나미토(南戸)・사이온지(西園寺)・키타하라(北原)・히가시오(東尾)
소토무라 주최 미팅의 여자쪽 멤버.〈동서남북(東西南北)〉
마나카(真中)・무카이(向井)・우라사와(浦沢)・사타케(左竹)・미기시마(右島)
입시학원 멤버. 마나카를 중심으로〈좌우(左右)〉와〈건너편(向)〉〈뒷쪽(裏)〉
니시노(西野)・히구레(日暮)
〈서쪽(西)에서 해가 진다(日暮, 일몰이라는 뜻)〉에서 유래하고 있다.
소토무라(外村)・우치바(内場)
19권 권말 부록의 커플.〈안밖(内外)〉
시라토리(白鳥)・쿠로카와(黒川)・사토(佐藤)（교사）
교사는 〈색〉이 이름에 들어가 있다. 〈흰색(白) 검은색(黒) 연보라(藤)〉
콘도(近藤)・토야마(遠山)
〈오쓰! 버거(사츠키와 마나카의 아르바이트 가게)〉의 점원。〈가깝고(近) 멀다(遠)〉

## 상품

### 단행본
일본어판은 모두 슈에이샤 점프 코믹스에서, 한국어판은 모두 학산문화사에서 발매되었다.
| 권   | 판본     | 부제                         | 발행일           | ISBN               |
| ---- | -------- | ---------------------------- | ---------------- | ------------------ |
| 1권  | 일본어판 | いちご注意報!!               | 2002년 8월 1일   | ISBN 4-08-873304-5 |
| 1권  | 한국어판 | 딸기 주의보                  | 2003년 3월 12일  | ISBN 89-529-3804-6 |
| 2권  | 일본어판 | 幻の美少女再び!!             | 2002년 10월 1일  | ISBN 4-08-873326-6 |
| 2권  | 한국어판 | 돌아온 환상의 미소녀!!       | 2003년 3월 24일  | ISBN 89-529-3923-9 |
| 3권  | 일본어판 | 運命のクランク・イン!?       | 2003년 1월 1일   | ISBN 4-08-873369-X |
| 3권  | 한국어판 | 운명의 크랭크인?!            | 2003년 4월 18일  | ISBN 89-529-4005-9 |
| 4권  | 일본어판 | キスしてほしい               | 2003년 4월 1일   | ISBN 4-08-873412-2 |
| 4권  | 한국어판 | 키스해줘                     | 2003년 6월 11일  | ISBN 89-529-4212-4 |
| 5권  | 일본어판 | 思い出の女                   | 2003년 6월 1일   | ISBN 4-08-873438-6 |
| 5권  | 한국어판 | 추억의 소녀                  | 2003년 7월 10일  | ISBN 89-529-4313-9 |
| 6권  | 일본어판 | 天使再臨                     | 2003년 8월 1일   | ISBN 4-08-873496-3 |
| 6권  | 한국어판 | 천사재림                     | 2003년 10월 6일  | ISBN 89-529-4658-8 |
| 7권  | 일본어판 | SWEET LITTLE SISTER          | 2003년 10월 1일  | ISBN 4-08-873518-8 |
| 7권  | 한국어판 | SWEET LITTLE SISTER          | 2003년 12월 8일  | ISBN 89-529-4892-0 |
| 8권  | 일본어판 | 温めあう?                    | 2003년 12월 4일  | ISBN 4-08-873537-4 |
| 8권  | 한국어판 | 체온을 나누자                | 2004년 2월 9일   | ISBN 89-529-5119-0 |
| 9권  | 일본어판 | 迷える子羊と拾う神           | 2004년 3월 1일   | ISBN 4-08-873577-3 |
| 9권  | 한국어판 | 길잃은 어린양과 구원의 신    | 2004년 5월 12일  | ISBN 89-529-5456-4 |
| 10권 | 일본어판 | 抱いてアンダーワールド       | 2004년 4월 1일   | ISBN 4-08-873597-8 |
| 10권 | 한국어판 | 안아줘요 언더 월드           | 2004년 7월 6일   | ISBN 89-529-5684-2 |
| 11권 | 일본어판 | 届く気持ち 届かぬ想い        | 2004년 7월 1일   | ISBN 4-08-873629-X |
| 11권 | 한국어판 | 전해지는 감정 닿지 않는 마음 | 2004년 9월 25일  | ISBN 89-529-5983-3 |
| 12권 | 일본어판 | 妄想少女                     | 2004년 9월 1일   | ISBN 4-08-873650-8 |
| 12권 | 한국어판 | 망상소녀                     | 2004년 11월 25일 | ISBN 89-529-6209-5 |
| 13권 | 일본어판 | あの娘のスキャンダル         | 2004년 11월 4일  | ISBN 4-08-873669-9 |
| 13권 | 한국어판 | 그녀의 스캔들                | 2005년 1월 25일  | ISBN 89-529-6430-6 |
| 14권 | 일본어판 | 初めての…!?                  | 2005년 1월 5일   | ISBN 4-08-873695-8 |
| 14권 | 한국어판 | 첫경험…!?                    | 2005년 3월 25일  | ISBN 89-529-6648-1 |
| 15권 | 일본어판 | 両手に花でSOS                | 2005년 4월 4일   | ISBN 4-08-873793-8 |
| 15권 | 한국어판 | 양손의 꽃 SOS                | 2005년 6월 15일  | ISBN 89-529-7017-9 |
| 16권 | 일본어판 | KISS大人味                   | 2005년 6월 3일   | ISBN 4-08-873818-7 |
| 16권 | 한국어판 | 어른의 KISS                  | 2005년 8월 25일  | ISBN 89-529-7268-6 |
| 17권 | 일본어판 | 甘えていいよ…                | 2005년 8월 4일   | ISBN 4-08-873843-8 |
| 17권 | 한국어판 | 응석부려도 좋아…             | 2005년 9월 25일  | ISBN 89-529-7362-3 |
| 18권 | 일본어판 | ふたりきり                   | 2005년 10월 4일  | ISBN 4-08-873863-2 |
| 18권 | 한국어판 | 단둘이서                     | 2006년 1월 27일  | ISBN 89-529-7699-1 |
| 19권 | 일본어판 | 選んだ未来                   | 2005년 12월 2일  | ISBN 4-08-873884-5 |
| 19권 | 한국어판 | 선택한 미래                  | 2006년 5월 13일  | ISBN 89-529-7918-4 |

### 소설
카게야마 유미〈딸기 100% My Sweet Memory of 〜딸기〜〉 2004년 5월 발매, ISBN 4-08-703141-1
코야스 히데아키〈딸기 100% 〜사랑이 시작된다? 흔들리는 마음이 동으로 서로~〉 2004년 12월 발매, ISBN 4-08-703150-0

### 드라마 CD

#### 드라마 CD (서적)
슈에이샤에서 발행한 서적 취급되는 드라마 CD. 기본적으로 원작을 답습한 내용이다.
1. 드라마 CD1
2. 드라마 CD2 〈돌아온 환상의 미소녀!!〉
3. 드라마 CD3 〈좋아해서 나빠? 키타오오지 사츠키 등장!!〉
4. 드라마 CD4 〈미나미토 유이, 어떻게 하지!!〉
5. 드라마 CD5 〈LAST TAKE〜EAST SIDE〉
6. 드라마 CD5 〈LAST TAKE〜WEST SIDE〉

#### 드라마 CD (음악 CD)
란티스 발매의 음악 CD로 취급되는 드라마 CD. 오리지널 스토리이다.
1. 드라마 시어터 Vol.1
2. 드라마 시어터 Vol.2

### 게임
〈딸기 100% 스트로베리 다이어리〉
2005년 2월 10일에 게임사 토미에서 발행된 플레이스테이션 2용 게임 소프트. 15세 이상 대상이다.

### 라디오
딸기 100% Sweet Café
2005년 4월 3일부터 10월 2일까지 매주 일요일 23시부터 23시 30분까지 JOQR와 BS후지의 초단파 라디오에서 방송되었다. 전 25화.
퍼스낼리티는 토조 아야 역의 노토 마미코와 니시노 츠카사 역의 토요구치 메구미.
제 12회 방송에서 키타오오지 사츠키 역의 코바야시 사나에, 제 13회 방송에서 미나미토 유이 역의 미즈키 나나가, 그리고 제 23회에서는 마나카 준페이 역의 스즈무라 켄이치가 게스트로 등장했다.

### 음악 CD
- 〈그대의 색깔 100%〉 노래 - 미즈키 나나, 토요구치 메구미, 코바야시 사나에, 노토 마미코, 하시모토 미유키
- 〈《딸기 100%》캐릭터 파일 1〉 노래 - 토조 아야（노토 마미코）
- 〈《딸기 100%》캐릭터 파일 2〉 노래 - 니시노 츠카사（토요구치 메구미）
- 〈《딸기 100%》캐릭터 파일 3〉 노래 - 미나미토 유이（미즈키 나나）
- 〈《딸기 100%》캐릭터 파일 4〉 노래 - 키타오오지 사츠키（코바야시 사나에）
- 〈딸기 100% SweetCafe’〉 이야기 - 노토 마미코, 토요구치 메구미, 코바야시 사나에, 미즈키 나나
- 〈딸기 100% 오리지널 사운드 트랙〉…오리지널 DVD 애니메이션의 사운드 트랙.

## TV 애니메이션
2005년 4월 5일부터 6월 21일까지 아사히 TV에서 방영되었으며, 같은 해 7월부터 9월까지 아사히 TV 계열 지방방송으로 방영되었다.
1화가 11분 정도의 길이로, 방송 1회분에 2화가 방영되었으므로 2화×12회의 총 24화의 방송이었으나, 스페셜 DVD에서는 미방영된 25, 26화가 수록되어 있다.
제작사는 매드하우스, 제작협력 스튜디오 매트릭스, DR TOKYO이다.

### 스태프
- 감독 - 세키타 오사무
- 기획 - 마루야마 마사오, 나가사와 타카유키
- 제작 - 타카야 요시토, 유모토 코우
- 프로듀서 - 와타나베 나오키, 스즈키 유우지
- 보조 프로듀서 - 마츠다 사에코, 엔도 준이치
- 시리즈 구성 - 우라하타 타츠히코
- 캐릭터 디자인 - 나카하라 키요타카
- 총작화감독 - 나카하라 키요타카, 타케우치 케이
- 미술감독 - 타카하시 시노부
- 색채설계 - 코다마 나오코
- 촬영감독 - 타카하시 히로모리
- 음향감독 - 미마 마사후미
- 음악 - 네기시 타카유키
- 애니메이션 제작 - 매드하우스
- 애니메이션 제작협력 - 스튜디오 매트릭스, DR TOKYO
- 애니메이션 프로듀서 - 시라이 타츠야
- 제작 - 슈에이샤, 딸기 100% 제작위원회, 아사히 TV
- 제작・저작 - 슈에이샤, 딸기 100% 제작위원회

### 우리말 제작
- 책임 프로듀서 - 김상임
- 프로듀서 - 김정현
- 번역 - 송승은
- 종합편집 - JPOST
- CG/자막 - 고재성
- 더빙/믹싱 - PLAYBACK
- 우리말 연출 - 최옥주, 심상보
- 제작 - RYUNI
- 기획 - 애니맥스

### 주제가
OP〈SHINE OF VOICE〉
작사 - 카와하라 쿄, 작곡 - 사사키 오사무, 편곡 - TATOO, 노래 - dream
ED〈IKE IKE〉
작사・작곡・편곡 - Accantino-Rimonti-Festari, 역사 - kenko-p, 노래 - HINOI 팀

### 한국판 주제가
OP〈세상에서 가장 좋아〉
작사 - squear, 작곡 - squear, J.Hill, 노래 - kirots
ED〈Yeah! Yeah!〉
작사 - squear, 작곡 - AKI, 노래 - kirots

### 방영 목록
| 화수 | 부제(한국어)                | 부제(일본어)             | 각본              | 콘티            | 연출            | 작화감독                      |
| ---- | --------------------------- | ------------------------ | ----------------- | --------------- | --------------- | ----------------------------- |
| 1    | 환상의 딸기 팬티            | 幻のいちごパンツ         | 우라하타 타츠히코 | 세키타 오사무   | 세키타 오사무   | 마츠시타 준코                 |
| 2    | 오해, 아니면 착각?          | 誤解それともカン違い?    | 후데야스 카즈유키 | 코지마 타미코   | 시시도 준       | 이시민                        |
| 3    | 흔들리는 연애 공부회        | 揺れる恋愛勉強会         | 후데야스 카즈유키 | 사오토메 유사쿠 | 사오토메 유사쿠 | 우도 키유                     |
| 4    | 환상의 미소녀 다시 나타나다 | 幻の美少女ふたたび       | 우라하타 타츠히코 | 사오토메 유사쿠 | 사오토메 유사쿠 | 우도 키유                     |
| 5    | 추억의 두 번째 단추         | 思い出の第2ボタン        | 우라하타 타츠히코 | 카와이 유메오   | 카마나카 시요우 | 스즈키 마리코                 |
| 6    | 봄의 폭풍은 소꿉친구        | 春の嵐は幼なじみ         | 나카무라 류       | 카와이 유메오   | 카마나카 시요우 | 스즈키 마리코                 |
| 7    | 파란의 하이스쿨 라이프      | 波乱のハイスクールライフ | 하야시 마사히로   | 시시도 준       | 고사토 오사무   | 오오츠카 미도리               |
| 8    | 엇갈리는 마음과 생각        | すれ違うココロと想い     | 후데야스 카즈유키 | 타카하시 타케오 | 시시도 준       | 와타나베 카즈오               |
| 9    | 패닉 IN MY ROOM             | パニック IN MY ROOM      | 후데야스 카즈유키 | 코바야시 이치조 | 오야 마사토     | 무라카미 츠토무               |
| 10   | 노도의 여름합숙             | 怒涛の夏合宿             | 나카무라 류       | 코바야시 이치조 | 오야 마사토     | 후루야다 노부히사             |
| 11   | 있는 힘을 다한 선물         | せいいっぱいのプレゼント | 우라하타 타츠히코 | 코지마 타미코   | 마즈라 아스미   | 타카하시 아츠코               |
| 12   | 행선지 불명의 마음          | 行き先不明のキモチ       | 후데야스 카즈유키 | 코지마 타미코   | 마사미 마츠오   | 김동준                        |
| 13   | 발발! 남북전쟁              | 勃発!南北戦争            | 하야시 마사히로   | 사오토메 유사쿠 | 사오토메 유사쿠 | 우도 키유                     |
| 14   | 홀로 보내는 크리스마스      | たったひとりのクリスマス | 우라하타 타츠히코 | 사오토메 유사쿠 | 사오토메 유사쿠 | 우도 키유                     |
| 15   | 꿈의 다음을 다시 한 번      | 夢の続きをもう一度       | 후데야스 카즈유키 | 스나가 츠카사   | 카마나카 시요우 | 아오키 마리코                 |
| 16   | 눈 속에서 끌어안아!         | 雪の中で抱きしめて!      | 나카무라 류       | 카와이 유메오   | 카마나카 시요우 | 아오키 마리코                 |
| 17   | 엇갈리는 발렌타인           | すれ違いのバレンタイン   | 후데야스 카즈유키 | 오카자키 유키오 | 오카자키 유키오 | 사쿠라이 키노미               |
| 18   | 달고도 쓴 초콜렛            | 甘くて苦いチョコレート   | 후데야스 카즈유키 | 오카자키 유키오 | 이시카와 쿠니   | 카노 미즈호                   |
| 19   | 레벨 업의 감사              | レベルアップのお礼       | 우라하타 타츠히코 | 코지마 타미코   | 미카모토 후토미 | 김근수                        |
| 20   | 두근두근 첫 데이트!?        | ドキドキ・初デート!?     | 하야시 마사히로   | 코지마 타미코   | 나리타 토시노리 | 이석인                        |
| 21   | 위험한 신입부원             | アブナイ新入部員         | 후데야스 카즈유키 | 사오토메 유사쿠 | 요코하마 타로   | 우도 키유                     |
| 22   | 결단! 버스데이              | 決断! バースデイ         | 후데야스 카즈유키 | 류세 오오시     | 카마나카 시요우 | 아오키 마리코                 |
| 23   | 비의 재회                   | 雨の再会                 | 우라하타 타츠히코 | 코지마 타미코   | 오오타 카이가   | 김근수                        |
| 24   | 진짜 히로인                 | 本当のヒロイン           | 우라하타 타츠히코 | 세키타 오사무   | 마즈라 아스미   | 타카하시 아츠코 나가사카 칸지 |
| 25   | 맞이해주러 와!              | 迎えにきて!              | 하야시 마사히로   | 코지마 타미코   | 타사키 사토시   | 타사키 사토시                 |
| 26   | 언제라도 네 편이니까        | いつだって味方だから     | 나카무라 류       | 코지마 타미코   | 타사키 사토시   | 타사키 사토시                 |

### DVD
TV로 방영된 애니메이션을 전 6권에 걸쳐 발매한 것과 전 2권의 DVD-BOX 형식으로 발매된 스페셜 DVD 2종류가 있다. 스페셜 DVD에는 TV 미방영분의 에피소드와 각각의 버전에 견주어 다수의 영상특전이 수록되어 있다.
- 딸기 100% TV시리즈 전 6권（각권 4화씩 수록）
- 딸기 100% TV시리즈 스페셜 모기타테 편（1~12화 수록）
- 딸기 100% TV시리즈 스페셜 토레타테 편（13~24화 수록）

## OVA
점프 페스타판, OVA판 (전 4화)가 있다. 스카파 PPV 퍼펙트 초이스에서 방영했으며 일본 애니맥스에서도 방영했다.

### 딸기 100%사랑이 시작된다? 촬영합숙 ~흔들리는 마음이 동으로 서로~
"점프 페스타 애니메 투어 '04"에서 상영된 오리지널 애니메이션을 수록. 원작의 2번째 여름합숙 스토리가 주제이며, 여름합숙을 끝낸 TV판과 이어서 생각하는 팬들도 많다. 영상특전으로 NC 오프닝, 〈마스다 코우스케 극장 개그만화 보기 좋은 날〉 등이 수록되어 있다. 주간 소년 점프 잡지상의 통판으로만 구입 가능했다.

#### 스태프
- 감독 - 야마우치 노리야스
- 각본 - 하나다 주키
- 연출 - 키타하타 토오루
- 캐릭터 디자인 - 야마우치 노리야스
- 작화감독 - 키요 마루오
- 음악 - 나나세 히카루
- 프로듀서 - 다이토쿠 테츠오, 마루야마 마사오
- 애니메이션 제작 - 매드하우스
- 애니메이션 제작협력 - 스튜디오 환타지아
- 제작・저작 - 슈에이샤

#### 우리말 제작
- 책임 프로듀서 - 김상임
- 프로듀서 - 김정현
- 번역 - 송승은
- 종합편집 - JPOST
- CG/자막 - 고재성
- 더빙/믹싱 - PLAYBACK
- 우리말 연출 - 최옥주, 심상보
- 제작 - RYUNI
- 기획 - 애니맥스

#### 주제가
OP〈너의 색깔 100%〉
작사 - 타나베 치사, 작곡 - mia, 편곡 - 스즈키 마사야
노래 - 미나미토 유이 (미즈키 나나), 니시노 츠카사 (토요구치 메구미), 토조 아야 (노토 마미코), 키타오오지 사츠키 (코바야시 사나에)
ED〈페퍼민트〉
작사 - 타나베 치사, 작곡 - mia, 편곡 - 스즈키 마사야, 노래 - 하시모토 미유키

#### 한국판 주제가
OP〈Beat battle〉
작사 - squear, 작곡 - 현재욱, 노래 - kirots
ED〈Happy Happy〉
작사 - squear, 작곡 - squear, J.Hill, 노래 - kirots

### 딸기 100% 오리지널 DVD
애니메이션 본편보다 코미디적인 느낌이 강하다. 1・2권은 원작의 에피소드를 다소 참고로 해서 만들어졌지만, 3・4권은 만화책과 애니메이션 모두와 다른 오리지널 스토리이다. 또한 애니메이션에서 등장하지 않았던 치나미와 코즈에가 이 DVD에서 첫등장한다. 2005년 6월부터, 리버풀에 의해 전 4권이 편의점 한정으로 발매되었다. 각권에는 각각 메인 히로인 4명의 목소리를 연기한 성우의 인터뷰 영상이 특전으로 수록되어 있다.

#### 스태프
- - 기획 - 마루야마 마사오, 토리시마 카즈히코
  - 제작 - 야사카 켄지
  - 구성 - 미즈시마 츠토무
  - 캐릭터 디자인 - 이시이 쿠미
  - 총작화감독 - 키타오 쇼우
  - 미술감독 - 타카하시 시노부
  - 색채설계 - 코지마 나오코
  - 촬영감독 - 타카하시 히로모리
  - 편집 - 키무라 카시코
  - 음향감독 - 미마 마사후미
  - 음악 - 나나세 히카루
  - 프로듀서 - 다이토쿠 테츠오, 와타나베 나오키
  - 애니메이션 제작 - 매드하우스
  - 애니메이션 제작협력 - 노 매드, DR TOKYO
  - 감독 - 코바야시 토모키
  - 제작・저작 - 슈에이샤

#### 주제가
OP〈너의 색깔 100%〉
ED1〈징크 화이트〉
작사 - 타나베 치사, 작곡・편곡 - 쿠로스 카츠히코, 노래 - 토조 아야 (노토 마미코)
ED2〈대역전 Kiss〉
작사 - 타나베 치사, 작곡・편곡 - 우에노 코지, 노래 - 니시노 츠카사 (토요구치 메구미)
ED3〈ココロカプセル〉
작사・작곡 - rino, 편곡 - 오오쿠보 카오루, 노래 - 미나미토 유이 (미즈키 나나)
ED4〈プラトニック・スキャンダル〉
작사 - 타나베 치사, 작곡 - 우에노 코지, 편곡 - 햣코쿠 하지메, 노래 - 키타오오지 사츠키 (코바야시 사나에)

#### 발매 목록
1. 딸기 100% -밤안개의 아라시이즈미 축제 편- (2005년 6월 발매)
2. 딸기 100% -오우미 학원 엑소더스 편- (2005년 8월 발매)
3. 딸기 100% -산뜻한 펜션 크라이시스~ 펜션 주인을 조심하라! 편- (2005년 9월 발매)
4. 딸기 100% -바뀌는 마음은 갑자기!? 편- (2005년 10월 발매)

## 그 외의 이야기
- 점프의 만화가나 만화 작품에서 이 작품에 대한 언급을 공적으로 하는 일도 있었다.
  - 〈은혼〉의 작가 소라치 히데아키는, 〈아야보다도 츠카사가 좋다〉고 점프 난외에 적은 적이 있으며, 4대 히로인의 이름을 패러디한 〈야규 사천왕〉을 등장시켰다.
  - 《타이조 인기있는 킹 사가》의 다이아몬은 작중에 본작의 여러 패러디를 등장시켰다. 사도 아이스는 니시노 츠카사의 오마주. 또한 졸업하는 3학년으로써, 동서남북의 4대 히로인(토조東城 아야를 키타조北条 마야로 바꾸는 등, 성의 방위를 하나씩 바꿔끼우면서)과 마나카의 패러디 캐릭터를 등장시킨 바 있다.
  - 〈아카마루 점프〉에 연재된 4컷 만화판 〈데스노트〉에서, 사신 류크가 〈딸기 100%〉를 읽고 있는 장면이 나온다. 그는 자신이 좋아하는 과일 사과에 빗대어, 제목이 〈사과 100%였으면 좋았을 텐데〉라고 불만을 하고 있다.
- 연재 당초, 작가는 중학교 편까지만 스토리를 생각하고 있어서, 최후에는 아야와 마나카를 연결시키려고 했다. 또한 당초 아야의 수학 노트에 쓰인 소설의 〈소꿉친구 여자아이〉는 츠카사, 〈아름다운 왕녀〉는 아야라고 한다. 하지만 캐릭터의 포지션이 많이 달라져, 실제로는 정반대가 된다.
- 또한, 본작의 최후의 몇 화에 관에서, 작가는 마지막까지 고민한 것으로 알려진다. 연재 종료 전 반년간은 미디어 믹스의 전개와 마나카와 이어지는 상대가 큰 화제였다. 연재 종료 후, 아야의 팬들 사이에서는 〈딸기 팬티의 소녀의 정체가 아야였던 것, 수학 노트에 쓰여진 소설이 마나카와 아야 둘만의 비밀로 강하게 엮었던 것, 문화제의 러브 생추어리에서 마나카와 아야의 상성이 좋음을 나타내는 장면이 있었던 것〉 등, 아야가 메인 히로인적 존재로 묘사된 부분이 많았음에도 불구, 최종적으로 마나카와 츠카사가 이어진다는 스토리 전개에 부정적인 의견도 눈에 띄었다.
- 〈주간 소년 점프〉에서 연재되었던 본편은 물론, 〈아카마루 점프〉나 〈점프 the Revolution!〉같은 증간지에서 연재된 번외편도 단행본에 수록되어 있다. 단 〈소년 점프 GAG Special 2005〉에 게재된 4컷 만화만 유일하게 수록되어 있지 않다. 덤으로 일러스트는 단행본 이외의 여러 매체에서 피로된 것도 다수 존재한다.